# Carlos Lehder Rivas

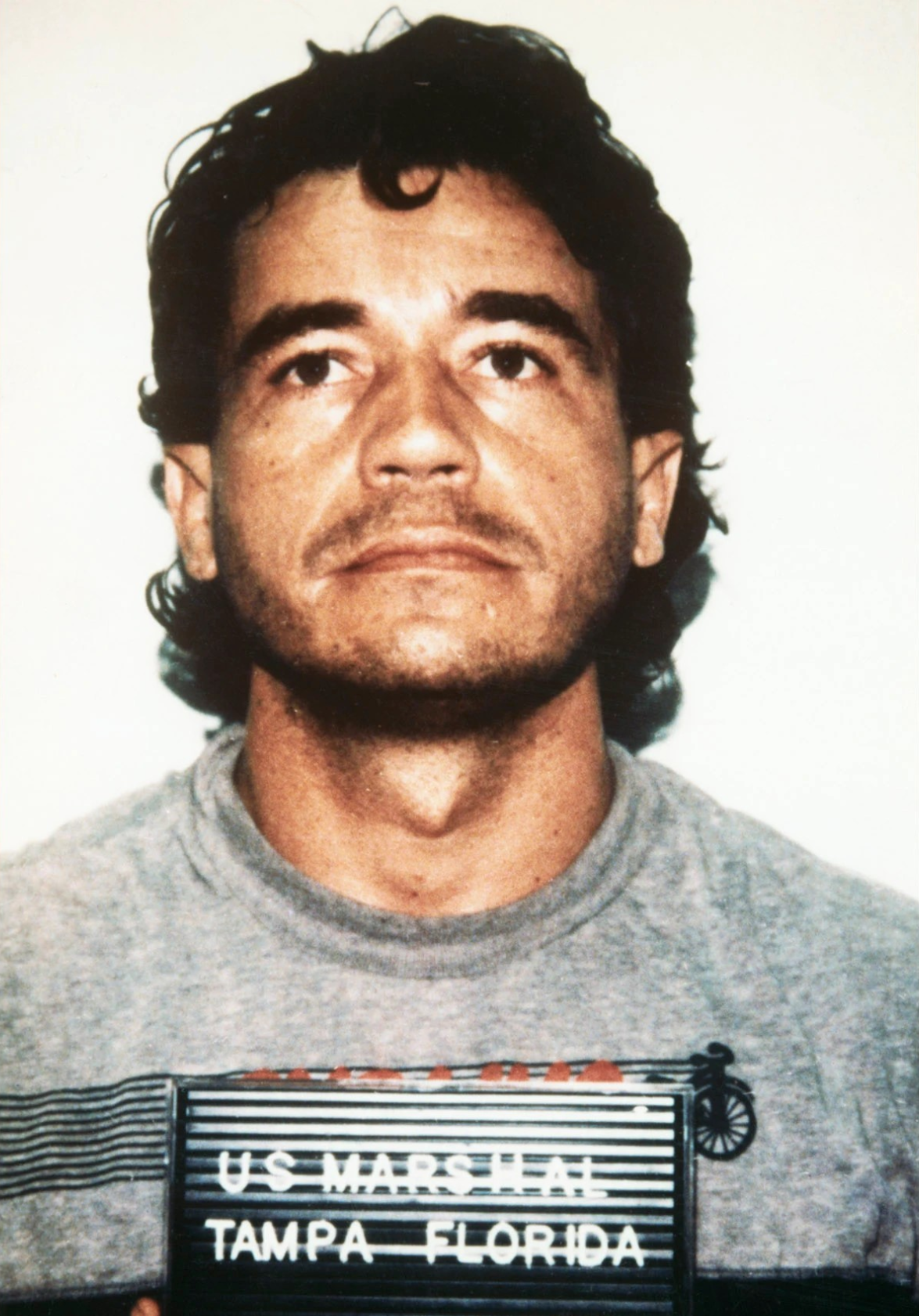
Carlos Lehder Rivas

Carlos Lehder Rivas (* 7. September 1949 in Armenia, Kolumbien) ist einer der bekanntesten Drogenhändler. Lehder ist Deutsch-Kolumbianer. Er war mit dem Medellín-Kartell assoziiert und war zusammen mit George Jung für die Kokainwelle Ende der 1970er Jahre in den Vereinigten Staaten mitverantwortlich. Er saß seit 1987 in den Vereinigten Staaten in Haft. Da er als Kronzeuge gegen Manuel Noriega aussagte und an Prostatakrebs erkrankte, wurde er aus humanitären Gründen vorzeitig entlassen und auf eigenen Wunsch nach Deutschland ausgeflogen.
Sein Vater war deutscher Staatsbürger, deshalb konnte Lehder seine Rückführung nach Deutschland erwirken.
In seinem Heimatland Kolumbien erwarteten ihn zudem weitere Anklagen.

## Leben
Carlos Lehders Vater ist der deutsche Ingenieur Wilhelm Lehder, der vor dem Zweiten Weltkrieg nach Kolumbien ausgewandert war. Seine Mutter ist eine kolumbianische Lehrerin. Er besitzt neben der kolumbianischen auch die deutsche Staatsbürgerschaft.

### Drogenhändler
Carlos Lehder begann seine kriminelle Karriere als Marihuanadealer und mit dem Schmuggel gestohlener Autos. Während einer Freiheitsstrafe im US-amerikanischen Staatsgefängnis von Danbury (Connecticut) plante er zusammen mit seinem Zellengenossen George Jung weitere kriminelle Aktivitäten, diesmal jedoch mit Kokain, einem neuen Exportgut aus Kolumbien, welches bis dahin in den Vereinigten Staaten noch relativ unbekannt war.

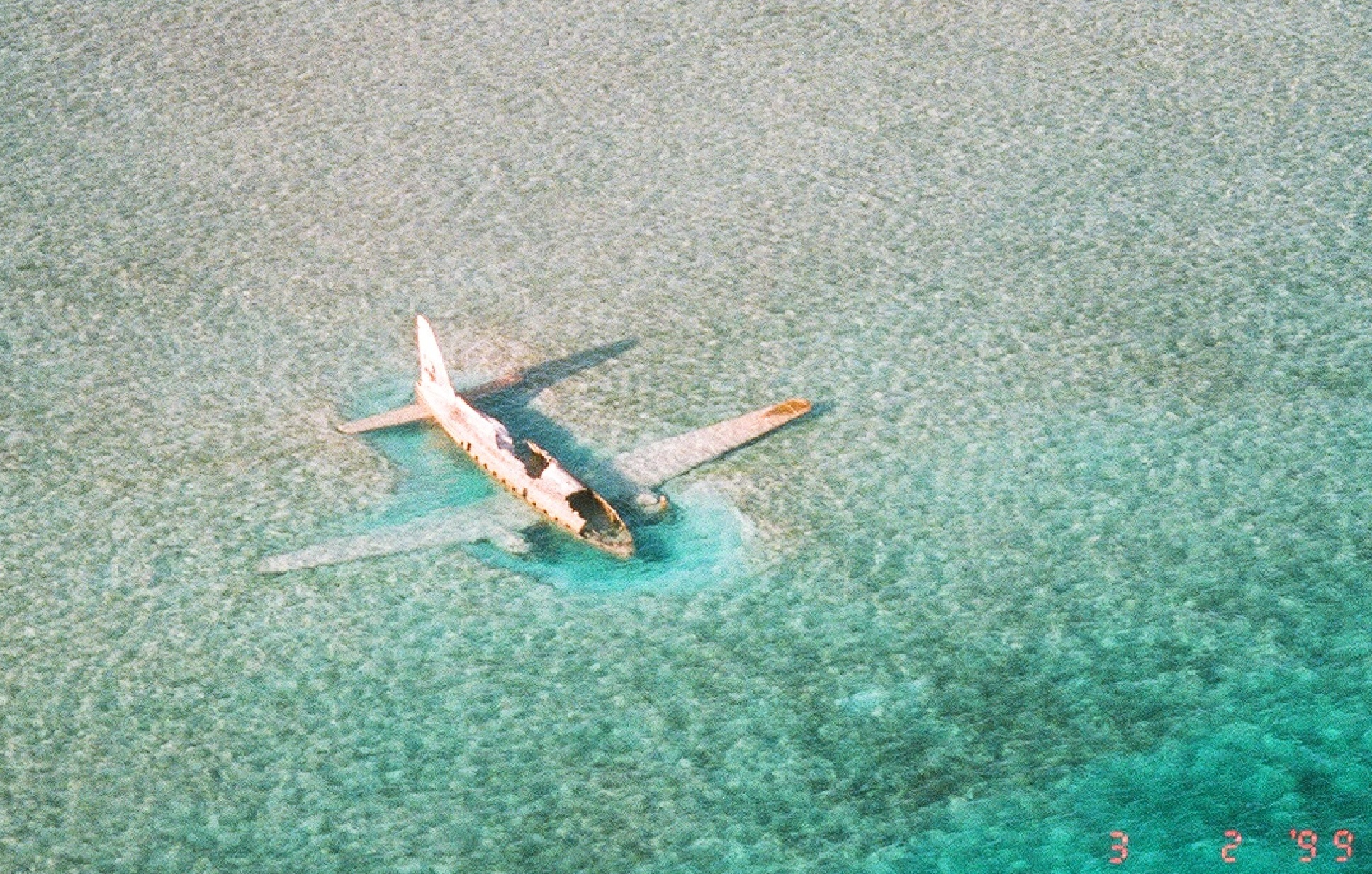
Das seit 1980 im Wasser neben dem Flugplatz Norman’s Cay (Bahamas) liegende Schmuggelflugzeug Curtiss C-46 N355BY, im Februar 1999

Durch seine vielen Kontakte zu einflussreichen Personen, unter anderem zu Pablo Escobar, gelang es den beiden in kürzester Zeit, etwa 100 Millionen US-Dollar Reingewinn mit der Droge zu erwirtschaften. Eine wichtige Rolle spielte dabei die Bahamas-Insel Norman’s Cay, die Lehder zeitweise als Sitz diente und von der aus der Kokain-Schmuggel mit Hilfe von Sportflugzeugen und Offshore-Booten organisiert wurde. 1977 kaufte er sich auf der Insel ein Landhaus (24° 37′ 26″ N  76° 49′ 1″ W) und später für 900.000 US-Dollar eine Hälfte der Insel von 650 Acre Größe, das entspricht 263 Hektar. Eingeschlossen waren ein Yachthafen, ein Dock und ein Start- und Landeplatz für kleine Flugzeuge. Nach Zeugenaussagen konnte sich Lehder auf Norman’s Cay etablieren, weil bahamaische Politiker und Behörden, die Lehder bestochen hatte, anfangs „wegsahen“.
Der Lärm von Kreissägen und Gewehrschüssen sowie der Fund eines mit einer Leiche beladenen Segelbootes in der Nähe der Insel erregten alsbald die Aufmerksamkeit der Drug Enforcement Administration (DEA). Ihre Task Force (genannt Operation Caribe) überwachte Norman’s Cay von einem Küstenwachposten an Land aus. So wurde die gesamte Insel abgeschirmt und von Beamten observiert, die als Bootsfahrer verkleidet waren und Pannen vortäuschten. Die bahamaische Polizei, unterstützt von der DEA, zerstörte die Drogenhandeleinrichtungen auf Norman’s Cay. Lehder kehrte 1981 nach Kolumbien zurück.

### Haft und Leben danach
Im Februar 1987 konnte die kolumbianische Polizei Lehder auf einer Hacienda unweit von Medellín verhaften, offenbar dank eines Hinweises von Pablo Escobar. Er wurde tags darauf in die Vereinigten Staaten überstellt. Es war das erste Mal, dass Kolumbien einen Drogenschmuggler an die USA auslieferte. 1988 wurde Lehder wegen seiner Rolle im weltweiten Kokain-Schmuggel zu einer lebenslangen Freiheitsstrafe plus 135 Jahren verurteilt. Nachdem Lehder gegen den ehemaligen Machthaber Panamas, Manuel Noriega, als Zeuge ausgesagt hatte, wurde er 1995 in ein Zeugenschutzprogramm aufgenommen und konnte so die Haftstrafe reduzieren.
Im Mai 2007, also nach 20 Jahren Freiheitsstrafe, beantragte Lehder beim Obersten Gerichtshof Kolumbiens (Corte Suprema de Justicia de Colombia), die Ungültigkeit seiner Auslieferung festzustellen. Dies ist gleichbedeutend mit einem Antrag auf Haftentlassung in den Vereinigten Staaten durch die kolumbianische Regierung. Grundlage für diesen Antrag ist eine Regelung im Auslieferungsabkommen zwischen Kolumbien und den Vereinigten Staaten. Wenn durch den Staat, an den die Auslieferung erfolgt, keine Begrenzung der Strafe auf maximal 30 Jahre garantiert wird, ist die Auslieferung unmöglich.
Im Juni 2020 wurde Lehder von den USA nach Deutschland abgeschoben. Da er wegen seines deutschen Vaters auch die deutsche Staatsbürgerschaft hat, konnte er nach dem Verbüßen seiner Haftstrafe in den USA zwischen seiner eigentlichen Heimat Kolumbien und Deutschland wählen. Die Bundesrepublik ist verpflichtet, eigene Staatsbürger aufzunehmen. Entgegen anderslautenden Berichten handelte es sich bei der Aufnahme Lehders damit nicht um eine humanitäre Geste.
Er hat in Deutschland keine Verwandtschaft. Laut Medienberichten ist er schwer krank und wird von einer gemeinnützigen Organisation betreut. In Kolumbien forderten Opfer wie der Sohn des 1984 im Auftrag des Medellín-Kartells ermordeten Justizministers Lara Bonilla, neue Ermittlungen gegen Lehder aufzunehmen. Als Lehder am 28. März 2025 nach Kolumbien reiste, wurde er bei der Ankunft in Bogotá direkt im Flughafen verhaftet. Er wurde drei Tage später wieder freigelassen, weil seine Verurteilung von 1995 abgelaufen sei.

## Film und Fernsehen
- 2001: Blow; Der Charakter Diego Delgado (gespielt von Jordi Mollà), basierte auf Carlos Lehder.
- 2013: Gangster – Ohne Skrupel und Moral; Staffel 2, Folge 6: Carlos Lehder Rivas / OT: The Colombian Rambo: Carlos Lehder.
- 2015: Narcos; Carlos Lehder wird in der von Netflix produzierten Serie von Juan Riedinger gespielt.